# Chimarra ambulans
Chimarra ambulans är en nattsländeart som beskrevs av Barnard 1934. Chimarra ambulans ingår i släktet Chimarra och familjen stengömmenattsländor. Inga underarter finns listade i Catalogue of Life.